# Titus Petroni Segon
Titus Petroni Segon (en llatí Titus Petronius Secundus 40 - 97) va ser prefecte del pretori o cap de la guàrdia pretoriana que protegia l'emperador Domicià, durant els anys (94 - 96). Abans d'aquest càrrec, havia estat governador d'Egipte el (92 - 93).
Segons Cassi Dió, Petroni va estar implicat en la conspiració que va acabar amb l'assassinat de Domicià el 18 de setembre del 96. Potser per aquesta raó, Petroni va ser rellevat de les seves funcions per Nerva, el nou emperador, i es va retirar als afores de Roma. Malgrat tot, part de l'exèrcit seguia clamant venjança i Nerva va demanar a Casperi Elià, antic prefecte del pretori de Domicià, que recuperés el seu càrrec, intentant així calmar els ànims de la guàrdia. Malgrat tot, quan Casperi es va veure de nou al front dels pretorians, va liderar una revolta contra l'emperador i, presentant-se al palau imperial amb els seus, va exigir per la força que s'entreguessin tots els sospitosos d'haver participar en la conspiració.
Nerva, impotent davant la força de la guàrdia, va accedir, i els pretorians arrestaren a Petroni i l'executaren.
Més tard, quan Marc Ulpi Trajà va accedir al tron, va ordenar l'execució dels pretorians revoltats.